# Pseudoeryx
Pseudoeryx — рід змій родини полозових (Colubridae). Представники цього роду мешкають в Південній Америці.

## Види
Рід Pseudoeryx нараховує 2 види:
- Pseudoeryx plicatilis (Linnaeus, 1758)
- Pseudoeryx relictualis Schargel, Rivas-Fuenmayor, Barros, Péfaur & Navarette, 2007

## Етимологія
Наукова назва роду Pseudoacontias походить від сполучення слова дав.-гр. ψεῦδος — несправжній і наукової назви роду Удавчик Eryx Daudin, 1803.